# Debbie Halvorson

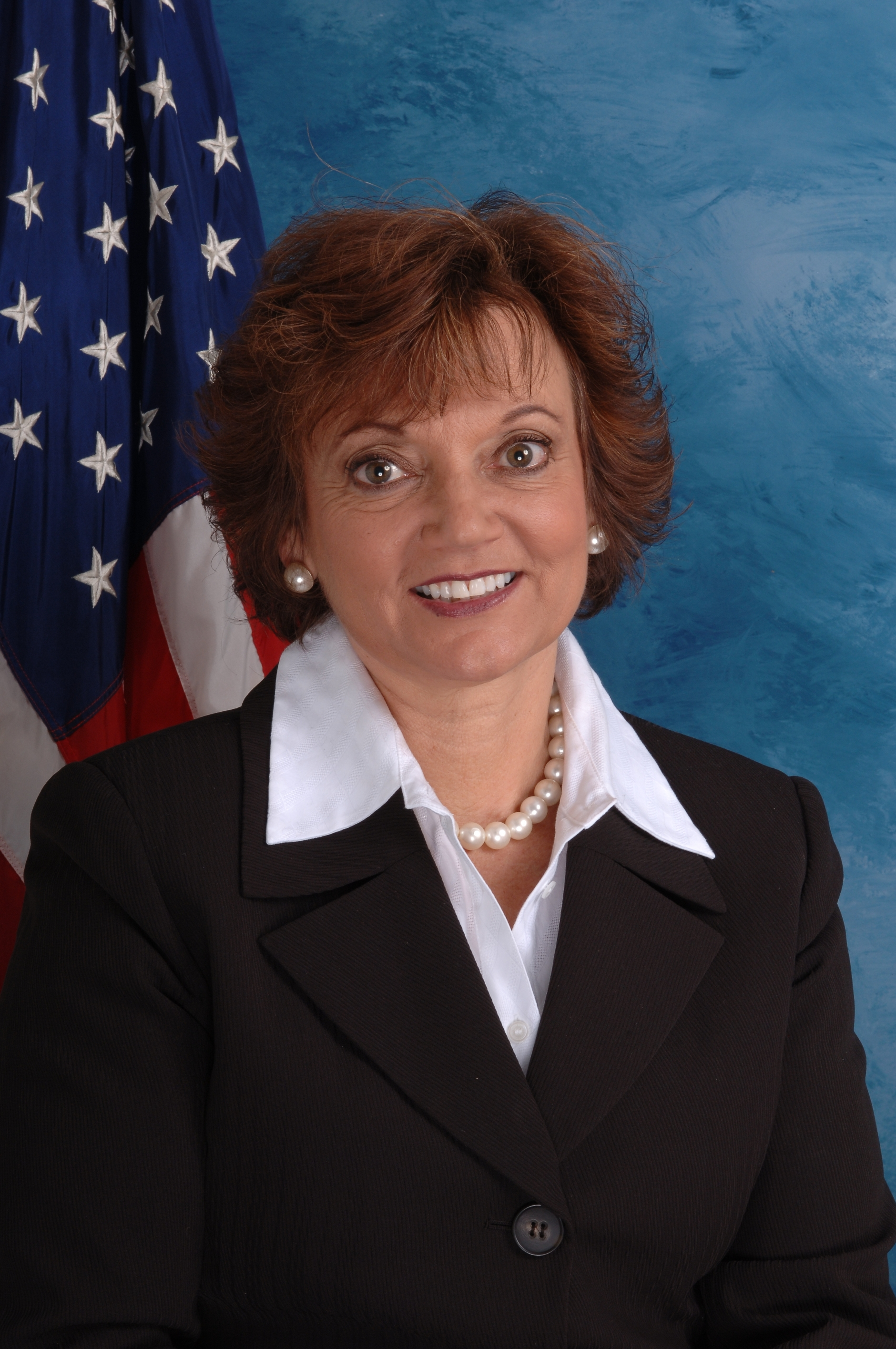
Debbie Halvorson (2009)

Deborah L. „Debbie“ Halvorson (* 1. März 1958 in Chicago Heights, Illinois) ist eine US-amerikanische Politikerin. Zwischen 2009 und 2011 vertrat sie den Bundesstaat Illinois im US-Repräsentantenhaus.

## Werdegang
Debbie Halvorson wuchs in Steger auf und besuchte die Bloom High School. Sie arbeitete 13 Jahre lang als Verkäuferin für Kosmetikwaren, ehe sie sich für eine politische Laufbahn im öffentlichen Dienst entschied. Gleichzeitig setzte sie ihre Ausbildung fort. Im Jahr 1998 absolvierte sie das Prairie State College in Chicago Heights. Danach studierte sie bis 2001 an der Governors State University. Politisch schloss sie sich der Demokratischen Partei an. Von 1993 bis 1996 arbeitete sie in der Gemeindeverwaltung von Crete Township. Zwischen 1997 und 2008 saß Halvorson im Senat von Illinois. Dort gehörte sie drei Ausschüssen und drei Unterausschüssen an. Seit 2005 leitete sie die demokratische Fraktion.
Bei den Kongresswahlen des Jahres 2008 wurde Halvorson im elften Wahlbezirk von Illinois in das US-Repräsentantenhaus in Washington, D.C. gewählt, wo sie am 3. Januar 2009 die Nachfolge des Republikaners Jerry Weller antrat. Da sie im Jahr 2010 gegen Adam Kinzinger verlor, konnte sie bis zum 3. Januar 2011 nur eine Legislaturperiode im Kongress absolvieren. Sie war Mitglied im Landwirtschaftsausschuss und im Committee on Small Business sowie in insgesamt vier Unterausschüssen.
Im Jahr 2012 strebte Halvorson die Rückkehr in den Kongress an, verlor aber in der Primary ihrer Partei deutlich gegen Amtsinhaber Jesse Jackson Jr. Nach dessen Rücktritt noch vor Beginn der neuen Amtsperiode bewarb sie sich um die Nominierung der Demokraten für die fällige Nachwahl im April 2013, war aber diesmal Robin Kelly mit 24:52 Prozent der Stimmen unterlegen.
Debbie Halvorson ist verheiratet und lebt in Crete.